# Протекино
Протекино  — село в Зарайском районе Московской области России, относится к сельскому поселение Машоновское.
В 1994—2006 годах — центр Протекинского сельского округа.

## Население
| 2002 | 2006 | 2010 |
| ---- | ---- | ---- |
| 600  | ↗621 | ↗689 |

## Религия
В Протекино на средства жителей строится православный храм в старинном псковском  стиле в честь епископа Рязанского Василия. Открытие и освящение храма планировалось в конце июня 2018 года, но произошло 8 июля 2018г.